# ロンダ・バーン
ロンダ・バーン（Rhonda Byrne、1951年 - ）は、オーストラリアのテレビの作家、プロデューサーであり、彼女のニューソート思想の著書『ザ・シークレット』 （ 同名の映画をベースにした ）とその続編『ザ・パワー』で最もよく知られている。
彼女の説く信念は、信じることで願いと夢を達成できる、積極思考（ポジティブ・シンキング）で成功や幸せを「引き寄せる」ことができるという「引き寄せの法則」である。人間の思考は何らかの波動を発し、宇宙がそれを何らかの方法で解読し、何らかの方法で願いを叶えるとされる。ザ・シークレットは2006年に出版され、2007年春には40以上の言語で1900万以上を販売している。
彼女が主張する引き寄せの法則には、科学概念が援用されているが、実際には科学とは無関係で科学概念は誤用されており、疑似科学であると指摘されている。現実はすべて自分の思考次第であるという引き寄せの法則によれば、病気も事故も自分自身の欠点である。バーンは災害に見舞われるのは「その災害と周波数を同じくする」人だと発言しており、思想に独断的な面があるという批判もある。

## 書籍
- ロンダ・バーン『ザ・シークレット』山川紘矢、山川亜希子、佐野美代子訳、角川書店、2007年
- ロンダ・バーン『ザ・パワー』山川紘矢、山川亜希子、佐野美代子訳、角川書店、2011年
- ロンダ・バーン『ザ・マジック』山川紘矢、山川亜希子、佐野美代子訳、角川書店、2013年
- ロンダ・バーン『ザ・シークレット　日々の教え』山川紘矢、山川亜希子、佐野美代子訳、角川書店、2014年
- ロンダ・バーン『ヒーロー』山川紘矢、山川亜希子、佐野美代子訳、角川書店、2015年